# Tebero Village
Tebero Village är en ort i Kiribati.   Den ligger i örådet Abaiang och ögruppen Gilbertöarna, i den norra delen av landet, 50 km norr om huvudstaden Tarawa. Tebero Village ligger 9 meter över havet och antalet invånare är 167.
Terrängen runt Tebero Village är mycket platt.  Närmaste större samhälle är Tuarabu Village, 3,2 km sydost om Tebero Village. 